# Leavin' (extended play)
Leavin' es el cuarto EP del cantautor estadounidense Jesse McCartney. El EP tiene distintas ediciones.

## Canciones
| Edición española e italiana |                  |          |  |
| N.º                         | Título           | Duración |  |
| 1.                          | «Leavin'»        | 3:37     |  |
| 2.                          | «Oxygen»         | 4:02     |  |
| 3.                          | «Think About It» | 3:49     |  |
| 11:28                       |                  |          |  |

| Edición británica e irlandesa |                            |          |  |
| N.º                           | Título                     | Duración |  |
| 1.                            | «Leavin'»                  | 3:37     |  |
| 2.                            | «Leavin' (MSTRKRFT Remix)» | 4:10     |  |
| 3.                            | «Leavin'» (Video)          | 3:31     |  |
| 11:18                         |                            |          |  |

| Edición británica e irlandesa |                                           |          |  |
| N.º                           | Título                                    | Duración |  |
| 1.                            | «Leavin'»                                 | 3:39     |  |
| 2.                            | «Bleeding Love»                           | 3:50     |  |
| 3.                            | «Leavin' (Ralph Rosario Radio Edit)»      | 3:53     |  |
| 4.                            | «Leavin' (Albert C Reggaeton Radio Edit)» | 3:33     |  |
| 14:55                         |                                           |          |  |